# انتخابات الرئاسة البرازيلية 1922
انتخابات الرئاسة البرازيلية 1922 هي انتخابات رئاسية جرت في 1 مارس 1922، في البرازيل.
فاز بالانتخابات أرتر برنارديس، وقد بلغت عدد الإصوات المشاركة في الانتخابات 1,066,000 صوتاً.